# DUNS
DUNS або DUNS (повністю англ. Data Universal Numbering System — «Універсальна система нумерації даних»):
1. Міжнародний ідентифікатор юридичних осіб. Систему нумерації компаній було введено 1963 р. американською корпорацією Dun & Bradstreet (D&B), у побуті — DUNS-реєстр, який існує з 1841 р. і є найстарішим світовим провайдером інформації про юридичних осіб[1] .
2. Номер використовується для швидкого пошуку інформації про юридичних осіб у глобальній базі даних Dun & Bradstreet, яка охоплює всі компанії світу, надається учасниками міжнародного партнерства World Wide Network. Завдяки використанню номера учасники міжнародної економічної діяльності — банки, експортери, імпортери, державні органи — можуть ідентифікувати організації, що працюють з ними, та виконати міжнародні вимоги щодо перевірки контрагентів.
3. Цифровий запис у цьому реєстрі для унікальної ідентифікації компаній, у побуті номер DUNS або DUNS-номер. Є унікальним ідентифікаційним кодом з дев'яти цифр, що присвоюється суб'єкту підприємницької діяльності. Заявленою метою створення реєстру DUNS у 1963 році було підтвердження ділової репутації суб'єктів підприємницької діяльності.

## Отримання номера
DUNS присвоюється всім зареєстрованим у різних країнах юридичним особам, зокрема державним організаціям, автоматично. Станом на 25 лютого 2017 офіційний сайт проекту повідомляє, що отримати DUNS-номер за офіційною заявкою можна безкоштовно, він засновується в системі за час від 24 до 48 годин .
Номер також можна отримати в Мережі, але тоді термін очікування становитиме 30 робочих днів (за одним винятком — номер DUNS надається миттєво комерційним структурам з реєстраційним номером Великої Британії).